# Statistica di Bose-Einstein
La statistica di Bose-Einstein, anche detta distribuzione di Bose-Einstein o abbreviata in statistica B-E, determina la distribuzione statistica relativa agli stati energetici all'equilibrio termico di un sistema di bosoni, nell'ipotesi che siano identici e indistinguibili tra loro. Introdotta nel 1920 da Satyendra Nath Bose per i fotoni, ed  estesa agli atomi da Albert Einstein nel 1924, rappresenta, insieme alla statistica di Fermi-Dirac per i fermioni,  l'estensione quantistica della classica statistica di Maxwell-Boltzmann.
È approssimata dalla statistica di Maxwell-Boltzmann nel caso in cui siano coinvolte alte temperature e relativamente basse densità. Poiché la densità di occupazione degli stati dipende dalla temperatura, quando questa è molto alta la maggior parte dei sistemi si colloca entro i limiti classici, ovvero le differenze tra fermioni e bosoni sono trascurabili, a meno che essi abbiano una densità molto alta, come ad esempio in una stella nana bianca. La trattazione quantistica delle particelle si applica quando la distanza tra le particelle si avvicina alla loro lunghezza d'onda termica di de Broglie, cioè quando le funzioni d'onda associate alle particelle si incontrano in zone nelle quali hanno valori non trascurabili, ma non si sovrappongono.
I bosoni, non seguendo il principio di esclusione di Pauli, possono occupare in numero illimitato lo stesso stato energetico contemporaneamente, e a basse temperature tendono ad ammassarsi nello stesso livello di bassa energia formando un condensato di Bose-Einstein. La statistica di Bose-Einstein è particolarmente utile nello studio dei gas e costituisce, con statistica di Fermi-Dirac, la base della teoria dei semiconduttori e dell'elettronica.

## Storia
All'inizio del 1920 Satyendra Nath Bose si interessò alla teoria di Einstein secondo la quale nelle onde elettromagnetiche l'energia è distribuita in grumi discreti, poi chiamati fotoni. Bose voleva derivare da considerazioni statistiche la formula della radiazione del corpo nero, ottenuta da Planck mediante una congettura su basi empiriche. Infatti, nell'ottobre 1900 egli aveva ottenuto la sua formula con una semplice interpolazione, raccordando cioè l'espressione di Wien, valida per 'alte' frequenze, con quella di Rayleigh Jeans, valida per 'basse' frequenze. Nei mesi successi Planck spiegò con la quantizzazione dell'energia la sua formula di interpolazione .
Vent'anni più tardi Bose, utilizzando le particelle immaginate da Einstein per spiegare l'effetto fotoelettrico, fu in grado di derivare la formula della radiazione, sviluppando sistematicamente una statistica per i quanti di luce, come se fossero particelle ma senza il vincolo della conservazione del loro numero. Bose derivò la legge di Planck relativa alla radiazione proponendo diversi stati per i fotoni. Invece dell'indipendenza statistica delle particelle, Bose considerò le particelle come fossero all'interno di cellette e descrisse l'indipendenza statistica dello spazio delle fasi di tali cellette. Tali sistemi ammettono due stati di polarizzazione, e ad essi è associata una funzione d'onda totalmente simmetrica.
Bose aveva ottenuto un risultato di rilievo individuando una legge statistica in grado di spiegare il comportamento dei fotoni. Tuttavia egli all'inizio non poté pubblicare il suo lavoro, perché nessuna rivista europea voleva accettare il suo articolo per incapacità di comprenderlo. Bose spedì allora i suoi scritti ad Einstein, il quale comprese la loro importanza ed utilizzò la sua influenza per ottenerne la pubblicazione.

## Descrizione

### La distribuzione
La distribuzione di Bose-Einstein è descritta dall'espressione:
{\displaystyle n_{i}={\frac {g_{i}}{e^{(\varepsilon _{i}-\mu )/kT}-1}}}
con {\displaystyle \varepsilon _{i}>\mu } e dove:
- {\displaystyle n_{i}} è il numero medio di particelle nello stato i,
- {\displaystyle g_{i}} esprime la degenerazione dello stato i,
- {\displaystyle \varepsilon _{i}} è l'energia dell'i-esimo stato,
- {\displaystyle \mu } è il potenziale chimico,
- {\displaystyle k} è la costante di Boltzmann,
- {\displaystyle T} è la temperatura assoluta.

Ciò si riduce alla statistica di Maxwell-Boltzmann per energie {\displaystyle \varepsilon _{i}-\mu \gg kT}.

### Una derivazione della distribuzione di Bose-Einstein
Supponiamo di avere un dato numero di livelli di energia, contraddistinti dall'indice {\displaystyle i}, ciascuno avente energia {\displaystyle \varepsilon _{i}} e contenente un totale di {\displaystyle n_{i}} particelle. Supponiamo inoltre che ciascun livello contenga {\displaystyle g_{i}} sottolivelli distinti, ma tutti con la stessa energia e distinguibili tra loro. Ad esempio, due particelle potrebbero avere momenti diversi e di conseguenza essere distinguibili, ma potrebbero avere la stessa energia. Il valore {\displaystyle g_{i}} all’i-esimo livello è chiamato degenerazione di quel livello di energia. Un qualsiasi numero di bosoni può occupare lo stesso sottolivello.
Sia {\displaystyle w(n,g)} il numero di modi di distribuire {\displaystyle n} particelle tra i {\displaystyle g} sottolivelli di un certo livello energetico. Esiste solo un modo di distribuire le {\displaystyle n} particelle in un solo sottolivello, per cui {\displaystyle w(n,1)=1}. È semplice capire che esistono invece {\displaystyle n+1} modi di distribuire {\displaystyle n} particelle in due sottolivelli, quindi scriveremo:
{\displaystyle w(n,2)={\frac {(n+1)!}{n!1!}}} .
Con un semplice ragionamento si può stabilire che il numero di modi di distribuire {\displaystyle n} particelle in tre sottolivelli è {\displaystyle w(n,3)=w(n,2)+w(n-1,2)+...+w(0,2)}, da cui:
{\displaystyle w(n,3)=\sum _{k=0}^{n}w(n-k,2)=\sum _{k=0}^{n}{\frac {(n-k+1)!}{(n-k)!1!}}={\frac {(n+2)!}{n!2!}}}
Qui abbiamo utilizzato la seguente proprietà riguardante i coefficienti binomiali:
{\displaystyle \sum _{k=0}^{n}{\frac {(k+a)!}{k!a!}}={\frac {(n+a+1)!}{n!(a+1)!}}.}
Iterando questo procedimento, si può mostrare che {\displaystyle w(n,g)} è dato da:
{\displaystyle w(n,g)={\frac {(n+g-1)!}{n!(g-1)!}}.}
Generalizzando, il numero di modi di distribuire {\displaystyle n_{i}} particelle in {\displaystyle g_{i}} sottolivelli, al variare di {\displaystyle i}, è il prodotto dei modi in cui ogni livello di energia può essere occupato:
{\displaystyle W=\prod _{i}w(n_{i},g_{i})=\prod _{i}{\frac {(n_{i}+g_{i}-1)!}{n_{i}!(g_{i}-1)!}}\approx \prod _{i}{\frac {(n_{i}+g_{i})!}{n_{i}!(g_{i})!}}}
Nella precedente approssimazione si assume che {\displaystyle g_{i}\gg 1}. Seguendo la stessa procedura utilizzata per ottenere la statistica di Maxwell-Boltzmann, si dovrebbe determinare un insieme di {\displaystyle n_{i}} che massimizza la funzione {\displaystyle W}, sotto il vincolo che il sistema sia un insieme microcanonico, ossia costituito da un numero fissato di particelle e possieda un'energia fissata. I massimi delle funzioni {\displaystyle W} e {\displaystyle \ln(W)} si hanno in corrispondenza del valore {\displaystyle N_{i}}. In realtà si massimizza la funzione scritta qui di seguito, perché questa richiesta equivalente è matematicamente più semplice da esplicitare. Utilizzando il metodo dei moltiplicatori di Lagrange, si costruisce la funzione:
{\displaystyle f(n_{i})=\ln(W)+\alpha \left(N-\sum n_{i}\right)+\beta \left(E-\sum n_{i}\varepsilon _{i}\right)}
Tenendo conto dell'approssimazione {\displaystyle g_{i}\gg 1}, dell'approssimazione di Stirling per i fattoriali, {\displaystyle \left(\ln(x!)\approx x\ln(x)-x\right)}, derivando rispetto ad {\displaystyle n_{i}}, uguagliando a zero e risolvendo rispetto a {\displaystyle n_{i}}, si ottiene:
{\displaystyle n_{i}={\frac {g_{i}}{e^{\alpha +\beta \varepsilon _{i}}-1}}} .
Si può dimostrare, per considerazioni di termodinamica, che:
{\displaystyle \beta ={\frac {1}{kT}}},
dove:
- {\displaystyle k} è la costante di Boltzmann
- {\displaystyle T} è la temperatura assoluta del sistema,

mentre {\displaystyle \alpha =-{\frac {\mu }{kT}}},
dove {\displaystyle \mu } è il potenziale chimico.
In conclusione si ottiene:
{\displaystyle n_{i}={\frac {g_{i}}{e^{(\varepsilon _{i}-\mu )/kT}-1}}}
Talvolta questa formula viene scritta anche nella forma:
{\displaystyle n_{i}={\frac {g_{i}}{e^{\varepsilon _{i}/kT}/z-1}}}
dove {\displaystyle z=\exp(\mu /kT)} è detta fugacità, ovvero la probabilità di aggiungere particelle al sistema.